# Kinsabba
Kinsabba (tiếng Ả Rập: كنسبا, cũng đánh vần là Kansaba) là một thị trấn ở phía tây bắc Syria thuộc chính quyền Latakia, nằm ở phía đông bắc Latakia. Các địa phương lân cận bao gồm Slinfah ở phía nam, al-Haffah ở phía tây nam, Balloran và Umm al-Tuyour ở phía tây, Qastal Ma'af ở phía tây bắc, al-Najiyah ở phía đông bắc, Qarqur ở phía đông và Sirmaniyah ở phía đông nam. Theo Cục Thống kê Trung ương Syria (CBS), Kinsabba có dân số là 514 vào năm 2004. Đây là trung tâm hành chính, nhưng là địa phương lớn thứ 16 của Kinsabba nahiyah ("cấp dưới") có 35 địa phương với dân số tập thể là 17.615. Cư dân của nó chủ yếu là Kitô hữu.